# Ennis
Pour les articles homonymes, voir Ennis.
Ennis (en irlandais : Inis, « île ») est une ville, capitale du comté de Clare, en Irlande.

## Géographie
Ennis est la capitale du comté de Clare.
Elle se trouve au nord de Limerick et au sud de Galway, sur la route nationale N18 qui relie ces deux villes.
La ville se trouve sur la rivière Fergus, à 19 km au nord de son entrée dans l'estuaire de la Shannon et 12 km de l'aéroport de Shannon.

## Toponymie
Ennis vient de l'irlandais Inis qui signifie « île »,. La ville s'est en effet construite sur une île, entre deux bras de la rivière Fergus, là où a été installé le monastère franciscain.
Il s'agit cependant de la version courte de Inis Cluana Rámhfhada, « île du long pré ».

## Histoire
Le passé de la ville est étroitement lié à la dynastie des O'Brien qui descendaient de Brian Boru.
La rivière Fergus traverse le centre d’Ennis et constitue un site de pêche réputé pour la truite et le saumon. À une époque, de petits bateaux à voile remontaient la rivière Shannon et accostaient au centre de la ville, à Woodquay.
Ce secteur de la ville, ainsi que la Parnell Street et Mill Road, étaient autrefois régulièrement exposés aux inondations mais le système de protection réalisé a réduit les risques encourus dans les secteurs de Parnell Street et de Mill Road. D'autres secteurs de la ville ont cependant connu les mêmes problèmes en novembre 2009.
Une passerelle pour piétons, Harmony Row Bridge, a été mise en place au-dessus de la rivière Fergus en juin 2009.

## Tidy Towns
En 2012, 2013, 2016, 2017 et 2019, Ennis a remporté le challenge des Tidy Towns dans la catégorie Grand Centre urbain (Large Urban Centre category).
Elle a renouvelé son exploit en 2022, dans la même carégorie.

## Démographie

### Population
Ennis compterait 25 276 habitants, d’après le recensement de 2016, ce qui en fait la première ville du comté de Clare et la douzième d'Irlande.

## Enseignement
L'enseignement primaire est représenté par Ennis National School, créée en 1897 (anciennement Boys National School), Cloughleigh, l'école nationale, Gaelscoil Mhichíl Cíosóg, la Holy Family School, CBS et l'école multinationale d'Ennis Educate Together, ouverte en 1998.
L'enseignement secondaire se pratique à Brice College, Ennis Community College, Coláiste Muire, St. Flannan's College et Gaelcholaiste an Chláir. 
Mid-West Management Training est un établissement de formation continue agréé par le FETAC, allant jusqu'au niveau 6 du cadre national. 
Ennis Business est l'un des établissements de troisième cycle d'Ennis.

## Culture
Ennis est un haut-lieu pour la musique traditionnelle irlandaise, de nombreux musiciens en résidence se produisent régulièrement sur place.
L' Ennis Book Club Festival, en association avec la bibliothèque du comté de Clare, a lieu chaque année le premier week-end de mars. Il attire des lecteurs et des auteurs de toute l'Irlande et même au-delà. 
Glór Theatre est un lieu de concerts et d'événements situé dans le centre-ville.
Ennis a accueilli le Fleadh Cheoil en 1956 et 1977.

## Lieux et monuments
- Cathédrale catholique Saint-Pierre-et-Saint-Paul.
- Monastère d'Ennis (en).
- Abbaye de Clare (en).
- Hôtel de ville (en).

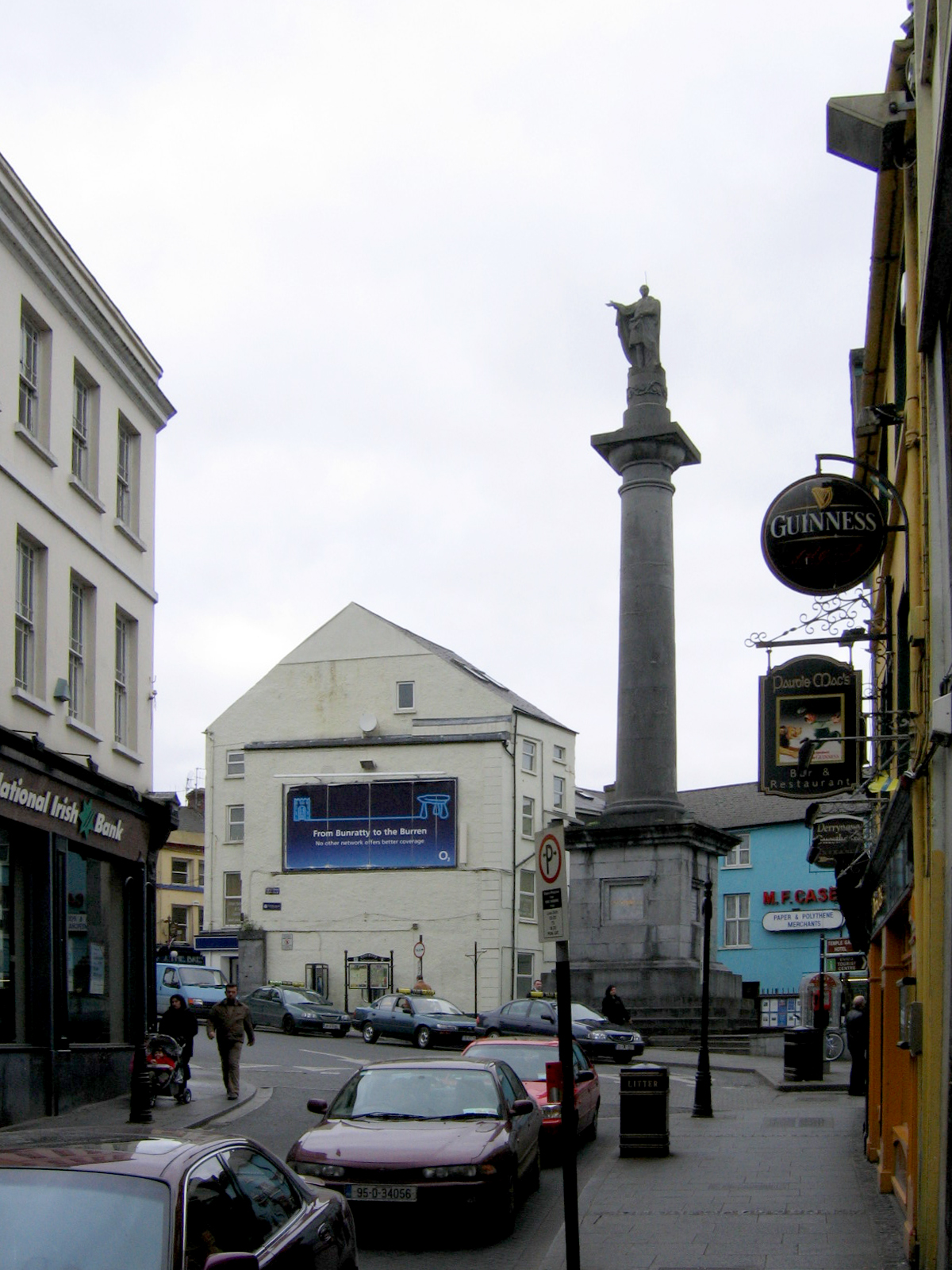
Monument à Daniel O'Connell, O'Connell Square, le palais de justice où il remporte les élections en 1828.
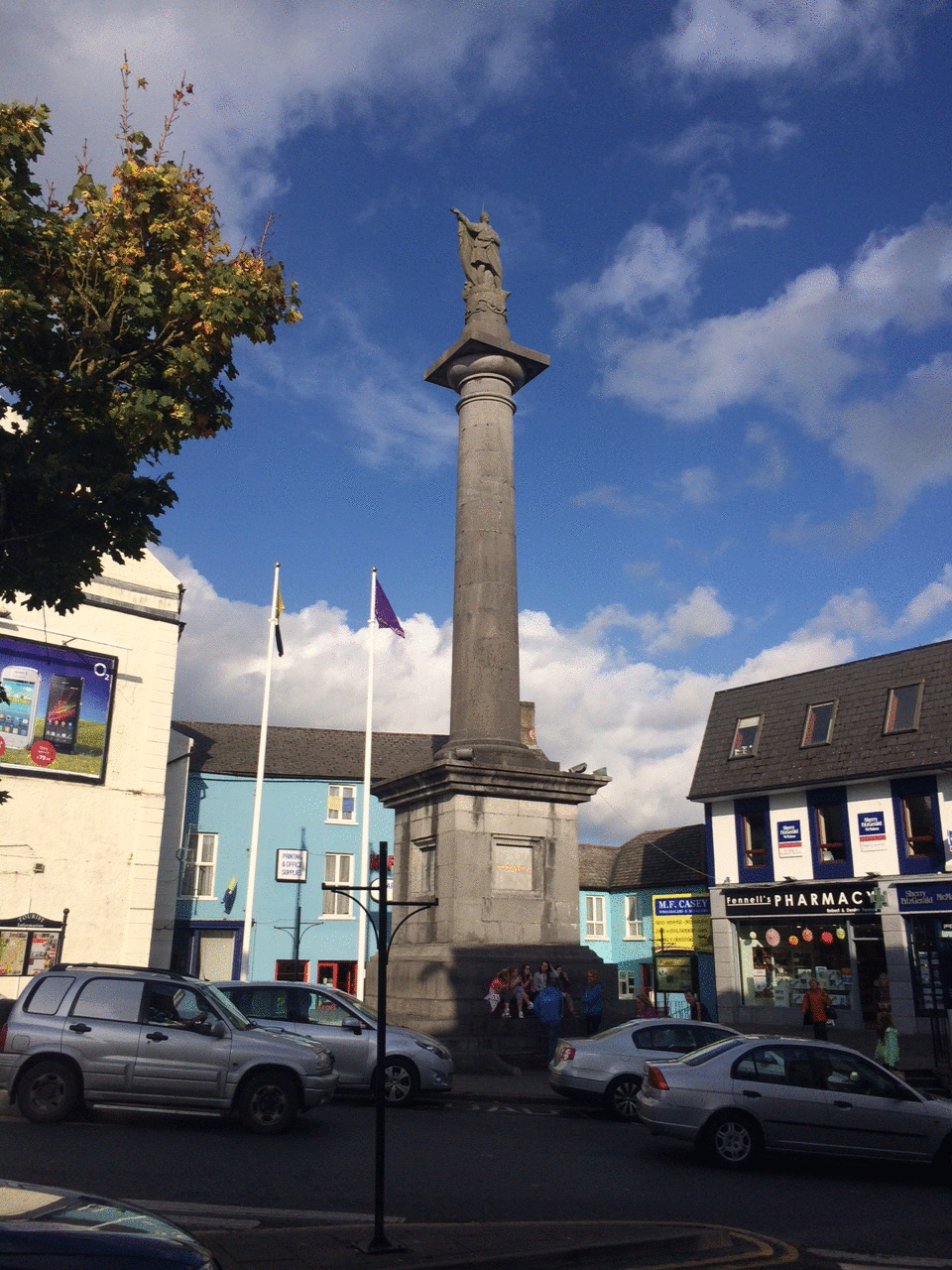
Le monument.
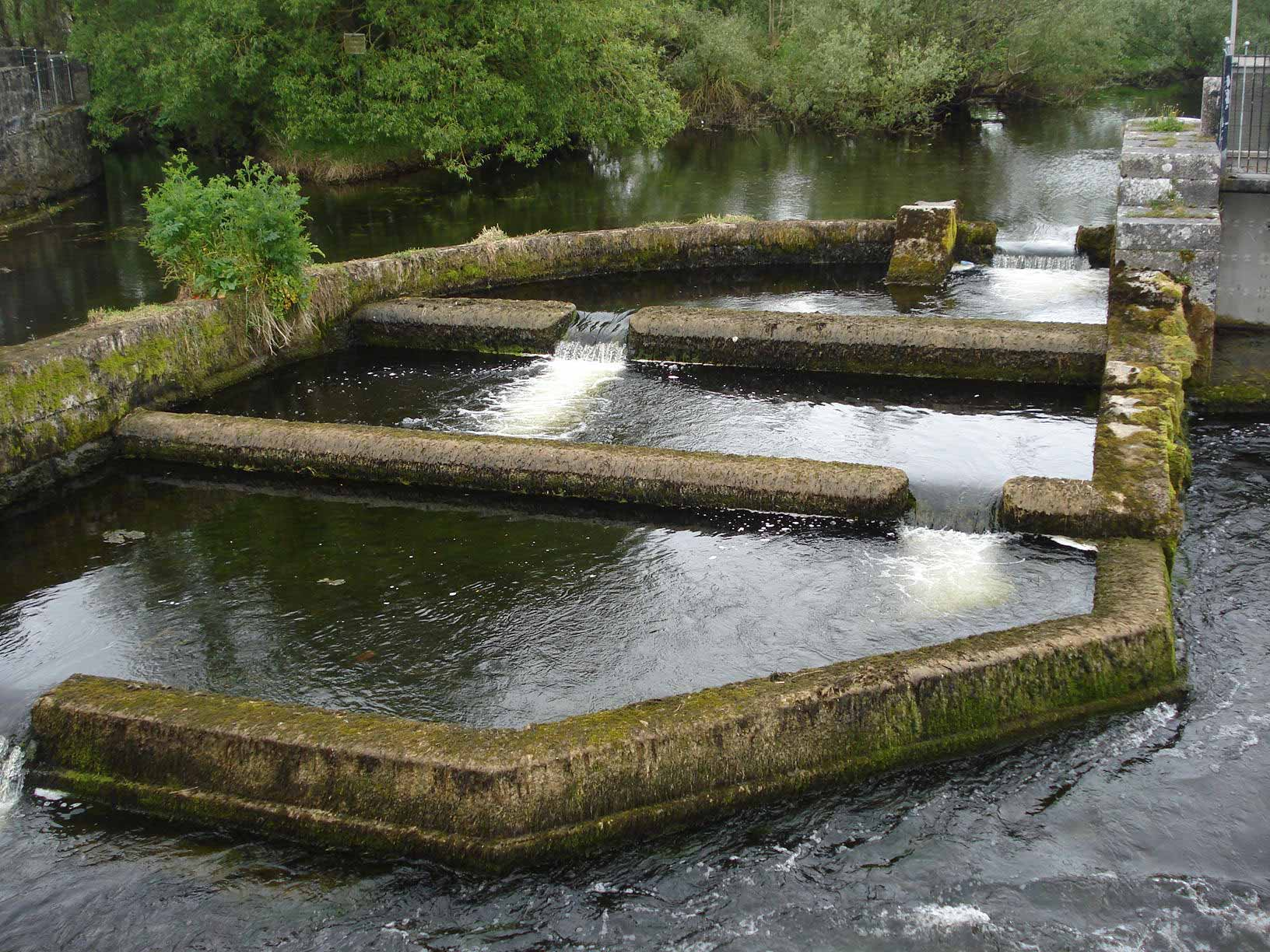
Passe à poissons, rivière Fergus.
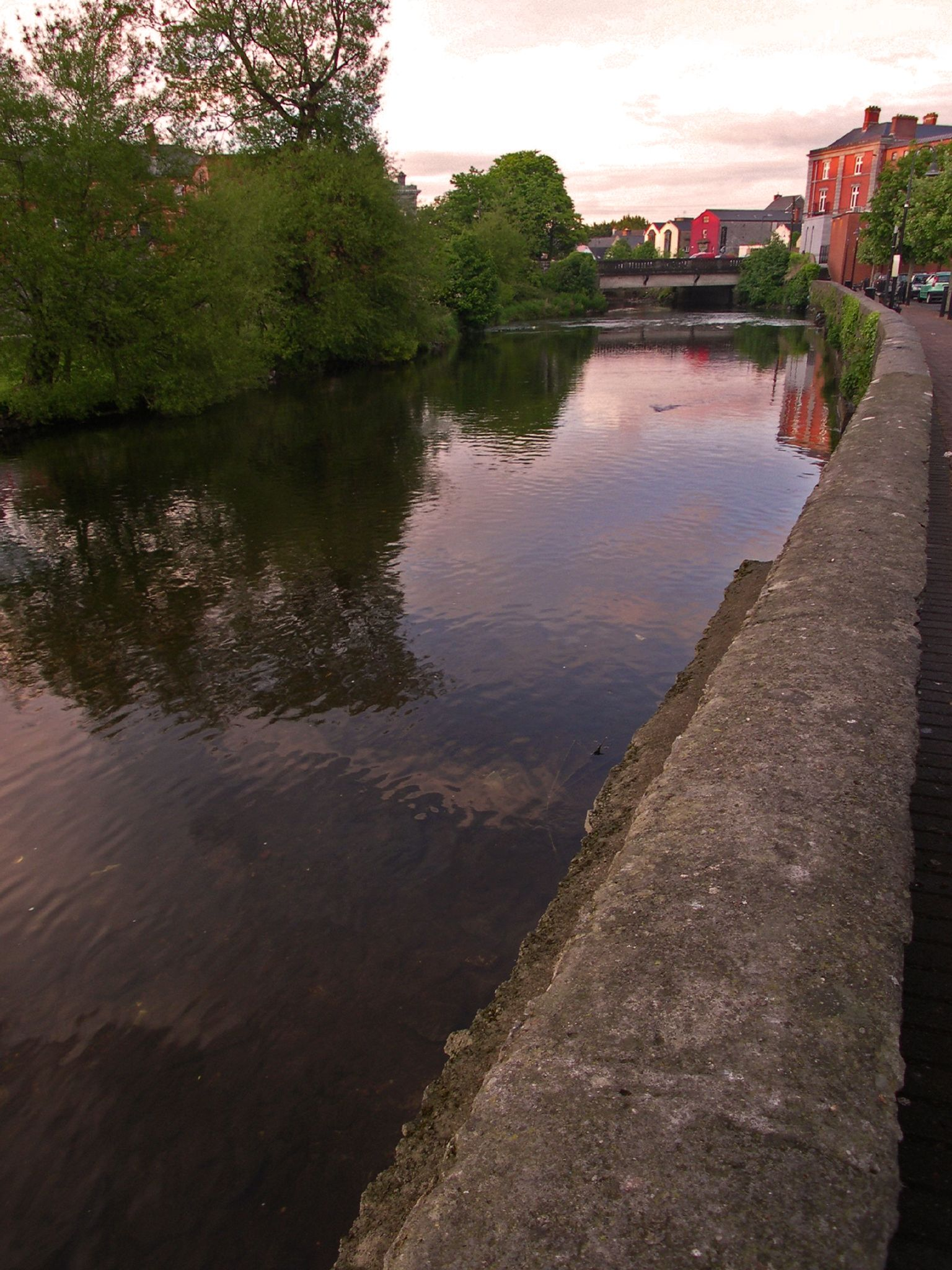
La rivière Fergus traverse Ennis.
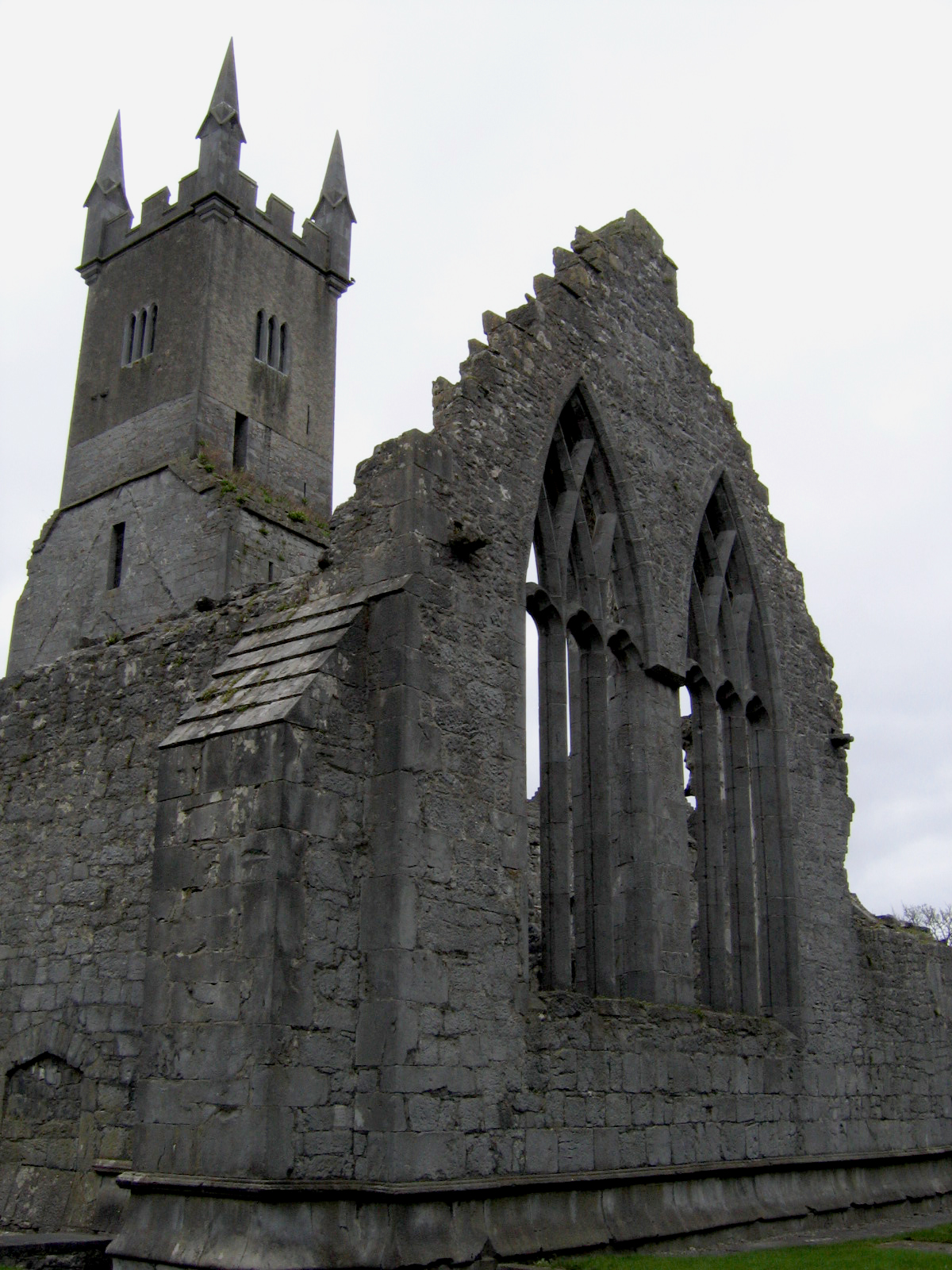
Ennis Friary, le monastère.
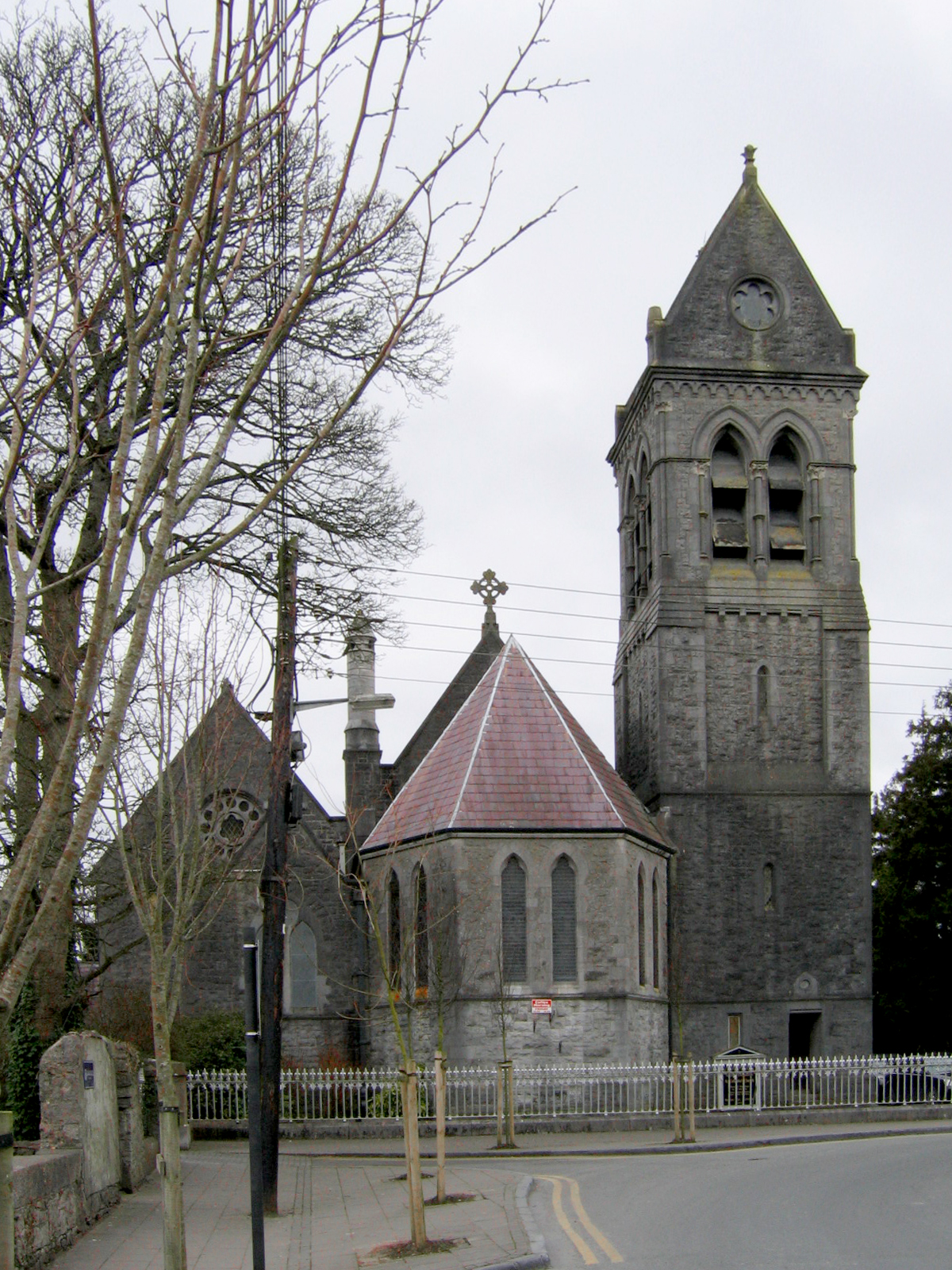
St Columba's Church.